# IEEE 802.11ac
Wi-Fi 5
IEEE 802.11ac, appelé également Wi-Fi 5, est un standard de transmission sans fil de la famille Wi-Fi, normalisé par l'IEEE le 8 janvier 2014 qui permet une connexion sans fil haut débit à un réseau local. Il utilise exclusivement une bande de fréquence comprise entre 5 et 6 GHz, avec des variations selon les pays. Cette bande de fréquence est communément nommée : « bande des 5 GHz ».  
Les canaux agrégés permettent, dans des conditions radio idéales, un débit théorique pouvant atteindre 1,3 Gbit/s et un débit utile de 910 Mbit/s (en utilisant quatre canaux occupant une sous-bande de 80 MHz),, soit jusqu'à 7 Gbit/s de débit global, grâce à l'agrégation de canaux, au codage OFDM/OFDMA, à l'utilisation de la technique multi-antennes MIMO et au plus grand nombre de canaux disponibles dans la bande des 5 GHz par rapport à ceux autorisés dans la bande des 2,4 GHz utilisée par les normes 802.11 plus anciennes.

## Technologies introduites
De nouvelles technologies ont été introduites avec le standard 802.11ac, notamment :
- Une largeur de canal de 80 MHz, pouvant aller jusqu'à 160 MHz. En 802.11n, le maximum était de 40 MHz.
- Utilisation de différents flux spatiaux en MIMO
- Support de 8 flux spatiaux au maximum, contre 4 en 802.11n
- Modulation en QAM à 256 états, contre 64 états en 802.11n
- Certaines implémentations non standardisées proposent une modulation QAM à 1024 états, soit un débit 25% plus élevé.
- Beamforming standardisé. En comparaison, le beamforming en 802.11n ne permettait pas une compatibilité entre les équipements de fournisseurs différents.

## Spécifications
Caractéristiques nouvelles :
- Intervalle de garde (en) réduit à 800 nanosecondes ;
- Code convolutif (en) binaire (code correcteur) ;
- Largeur de canal variable de 20 MHz à 160 MHz.

## Rétrocompatibilité
Un périphérique normé IEEE 802.11ac offre une compatibilité ascendante avec la variante de la norme Wi-Fi précédente 802.11n utilisant la bande de fréquence des 5 GHz (une autre variante, la plus répandue, de 802.11n utilise la bande des 2,4 GHz). Cette rétrocompatibilité n'est pas automatiquement acquise avec les équipements conçus pour les normes Wi-Fi antérieures, telles que 802.11b et 802.11g, car ces dernières reposent exclusivement sur la bande de fréquence des 2,4 GHz.
Toutefois, un périphérique 802.11ac est souvent conçu pour être compatible avec les anciennes normes IEEE 802.11 a, b, g et n, mais s'il fonctionne dans l'un des anciens modes, il ne bénéficie pas des débits plus élevés apportés par la norme « ac ». De même, les bénéfices apportés par cette norme ne sont effectifs que si le point d'accès Wi-Fi (box Wi-Fi ou hot-spot) est aussi compatible avec la nouvelle norme 802.11ac.
Par ailleurs, puisque cette norme repose sur de nouvelles bases matérielles, il est généralement impossible de faire une éventuelle mise à jour des anciens périphériques (802.11 b/g/n) vers la norme 802.11ac.

## Comparaison avec les autres normes IEEE 802.11
| Réseaux locaux 802.11 : standards physiques   | Réseaux locaux 802.11 : standards physiques | Réseaux locaux 802.11 : standards physiques | Réseaux locaux 802.11 : standards physiques | Réseaux locaux 802.11 : standards physiques                                                        | Réseaux locaux 802.11 : standards physiques | Réseaux locaux 802.11 : standards physiques | Réseaux locaux 802.11 : standards physiques | Réseaux locaux 802.11 : standards physiques |
| Protocole 802.11                              | date                                        | Fréquence                                   | largeur de bande                            | Débit binaire                                                                                      | Nombre maximum de flux MIMO                 | Codage / Modulation                         | Portée                                      | Portée                                      |
| Protocole 802.11                              | date                                        | Fréquence                                   | largeur de bande                            | Débit binaire                                                                                      | Nombre maximum de flux MIMO                 | Codage / Modulation                         | Intérieur                                   | Extérieur                                   |
| Protocole 802.11                              | date                                        | (GHz)                                       | (MHz), (GHz)                                | (Mbit/s), (Gbit/s)                                                                                 | Nombre maximum de flux MIMO                 | Codage / Modulation                         | (mètres)                                    | (mètres)                                    |
| --------------------------------------------- | ------------------------------------------- | ------------------------------------------- | ------------------------------------------- | -------------------------------------------------------------------------------------------------- | ------------------------------------------- | ------------------------------------------- | ------------------------------------------- | ------------------------------------------- |
| 802.11-1997 (d'origine)                       | juin 1997                                   | 2,4                                         | 79 ou 22 MHz                                | 1, 2 Mbit/s                                                                                        | NC                                          | FHSS, DSSS                                  | 20 m                                        | 100 m                                       |
| 802.11a (Wi-Fi 2)                             | sept 1999                                   | 5 3,7[A](US)                                | 20 MHz                                      | 6 Mbit/s à 54 Mbit/s                                                                               | 1                                           | OFDM                                        | 35 m                                        | 120 m (5 GHz) 5 000 m[A] (3,7 GHz)          |
| 802.11b (Wi-Fi 1)                             | sept 1999                                   | 2,4                                         | 22 MHz                                      | 1 Mbit/s à 11 Mbit/s                                                                               | 1                                           | DSSS                                        | 35 m                                        | 140 m                                       |
| 802.11g (Wi-Fi 3)                             | juin 2003                                   | 2,4                                         | 20 MHz                                      | 6 Mbit/s à 54 Mbit/s                                                                               | 1                                           | OFDM                                        | 38 m                                        | 140 m                                       |
| 802.11n (Wi-Fi 4)                             | oct 2009                                    | 2,4 5                                       | 20, 40 MHz                                  | 6,5 Mbit/s à 600 Mbit/s (voire 1,2 Gbit/s en utilisant simultanément les deux bandes de fréquence) | 4                                           | OFDM                                        | 70 m (2,4 GHz) 35 m (5 GHz)                 | 250 m                                       |
| 802.11ac (Wi-Fi 5)                            | déc 2013                                    | 5                                           | 20, 40, 80, 160 MHz                         | 6,5 Mbit/s à 6,93 Gbit/s                                                                           | 8                                           | OFDM                                        | 12-35 m                                     | 300 m                                       |
| 802.11ad                                      | déc 2012                                    | 57 à 71                                     | 1,7 à 2,16 GHz                              | jusqu’à 6,75 Gbit/s                                                                                | NC                                          | OFDM ou porteuse unique                     | 10 m                                        | 10 m                                        |
| 802.11af (en)                                 | fév 2014                                    | 0,054 à 0,79                                | 6 à 8 MHz                                   | 1,8 à 568,9 Mbit/s                                                                                 | 4                                           | OFDM                                        | 100 m                                       | 1 000 m                                     |
| 802.11ah                                      | mai 2017                                    | 0,9                                         | 1 à 8 MHz                                   | 0,6 à 8,6 Mbit/s                                                                                   | 4                                           | OFDM                                        | 100 m                                       | 100 m                                       |
| 802.11ax (Wi-Fi 6 et 6E)                      | fév 2021                                    | 1 à 7,1                                     | 20, 40, 80, 160 MHz                         | 8 Mbit/s à 9,6 Gbit/s                                                                              | 8                                           | OFDM, OFDMA                                 | 12-35 m                                     | 300 m                                       |
| 802.11ay (en)                                 | mars 2021                                   | 58,3 à 70,2                                 | 2,16 à 8,64 GHz                             | 20 à 176 Gbit/s                                                                                    | 4                                           | OFDM ou porteuse unique.                    | 100 m                                       | 500 m                                       |
| 802.11be (Wi-Fi 7)                            | 2024                                        | 2,4 5 et 6                                  | 20 40 80 160 320 MHz                        | | 16                                          | OFDMA                                       | 30 m intervalle de garde 0,8 µs             | 120 m intervalle de garde 3,2 µs            |
| Voir aussi : - Wi-Fi - Liste des canaux Wi-Fi |                                             |                                             |                                             | |                                             |                                             |                                             |                                             |

- A1 A2  IEEE 802.11y est équivalent à la norme 802.11a mais utilise la bande de fréquence des 3,7 GHz. Elle n’est autorisée qu’aux États-Unis par la FCC.
- B  par flux MIMO, avec intervalle de garde court (SGI).
- C  par flux MIMO, avec intervalle de garde long.
- D  en mode "single user" et débit maximum pour 8 flux MIMO.

## Liste d'appareils compatibles avec la norme IEEE 802.11ac
Liste non exhaustive
- Le HTC One fut le premier téléphone mobile compatible (mars 2013)[20]
- Les Samsung Galaxy S4 présenté le 14 mars 2013[21], Samsung Galaxy S5, Galaxy S6, S6 Plus, S6 Edge, S6 Edge Plus, Galaxy S7, et le  Galaxy S7 Edge[22].
- Le Macbook Air d'Apple, présenté le 10 juin 2013[23]
- Le Samsung Galaxy Note 10.1 2014 (octobre 2013)
- Le MacBook Pro avec écran Retina d'Apple, présenté le 22 octobre 2013[24]
- Le Nexus 5 de Google, présenté le 1er novembre 2013
- Les LG G3, LG G4, le LG G5 et le LG G6.
- Certains iMac d'Apple dont l'iMac Retina 5K
- Le Mac mini d'Apple
- Le Mac Pro d'Apple
- L'Asus ROG G20, sorti début octobre 2014
- L'Asus N550JK
- Les tablettes Samsung Galaxy Tab S 8.4 et 10.1 (courant 2014).
- La Freebox v6 Révolution de Free, modèle r3[25]
- LaBox de Numericable, modèle EGCI424, EGCI426
- L'Asus - UX302LA-C4004H Zenbook
- L'Acer CB3-132 et CB3-431
- La Surface Pro 3 de Microsoft[26]
- Le MSI GP70-2PE-409XFR
- Le Lumia 930 de Nokia, lancé en France en juin 2014
- Les Sony Xperia M2 et Xperia Z3
- Les iPhone 6 et 6 Plus d'Apple, sortis le 19 septembre 2014
- Les iPhone 6s et 6s Plus d'Apple, sortis le 25 septembre 2015
- Les iPhone 7 et 7 Plus d'Apple, sortis le 16 septembre 2016
- Les iPhone 8 et 8 Plus d'Apple, sortis le 22 septembre 2017
- L'iPhone SE d'Apple
- L'iPhone X d'Apple
- Les iPhone XS et XS Max d'Apple
- Le Lenovo X1 Carbon Touch 2014 avec carte WiFi Intel Dual Band Wireless 7260AC
- Le Toshiba Satellite Kira 101
- Le OnePlus One, de OnePlus, annoncé en avril 2014
- La Livebox 4 d'Orange, disponible depuis juin 2016
- Le Chromecast deuxième génération de Google, sorti le 29 septembre 2015
- La Pixel C de Google, sortie le 8 décembre 2015
- Blackberry PRIV, sortie 2015
- Le OnePlus2, sorti le 28 juillet 2015
- Le Honor 8
- Le Honor View 20 sorti le 22 janvier 2019
- Le Fairphone 2, sorti en décembre 2015
- Le Huawei P8, sorti en 2015
- Les Huawei P9 (2016), P10, sorti en 2017, P20, sorti en 2018, etc.